# Hannu Granberg
Hannu Antero Granberg (* 2. Februar 1990 in Lahti) ist ein finnischer Leichtathlet, der sich auf den Hindernislauf spezialisiert hat.

## Sportliche Laufbahn
Hannu Granberg nahm an keinen internationalen Wettkämpfen teil, vertrat sein Land 2019 aber bei der Team-Europameisterschaft in Bydgoszcz.
2016 und 2020 wurde Granberg finnischer Meister im Hindernislauf.

## Persönliche Bestzeiten
- 3000 Meter: 8:14,03 min, 7. Juni 2020 in Lahti
  - 3000 Meter (Halle): 8:07,18 min, 17. Februar 2019 in Istanbul
- 3000 m Hindernis: 8:47,62 min, 4. Juli 2018 in Joensuu